# Mieczysław Jaroniek
Mieczysław Antoni Jaroniek (ur. 1941, zm. 4 października 2020) – polski wykładowca akademicki, dr hab. inż.

## Życiorys
Obronił pracę doktorską, 26 września 2008 habilitował się na podstawie pracy zatytułowanej Badania elastooptyczne oraz analiza odkształceń i naprężeń kompozytów warstwowych. Był adiunktem w Katedrze Wytrzymałości Materiałów i Konstrukcji na Wydziale Mechanicznym Politechniki Łódzkiej i profesorem nadzwyczajnym na Wydziale Informatyki, Zarządzania i Transportu Akademii Humanistycznej i Ekonomicznej w Łodzi.
Zmarł 4 października 2020.